# Konflikt o Siachen
Artykuł ten został zgłoszony do umieszczenia na stronie głównej w rubryce „Czy wiesz”.
Pomóż nam go sprawdzić: oceń zgłoszoną nominację.
Konflikt o Siachen –  seria starć zbrojnych o niskiej intensywności pomiędzy wojskami Indii i Pakistanu, które miały miejsce w latach 1984–2003 na lodowcu Siachen. 
Ze względu na fakt, że walki odbywały się na wysokości około 6 000 m n.p.m, lodowiec stanowił najwyżej położone pole bitwy na świecie. Obszar będący miejscem walki nie miał realnego znaczenia strategicznego czy politycznego, a walki o niego miały znaczenie głównie psychologiczne i propagandowe.

## Tło

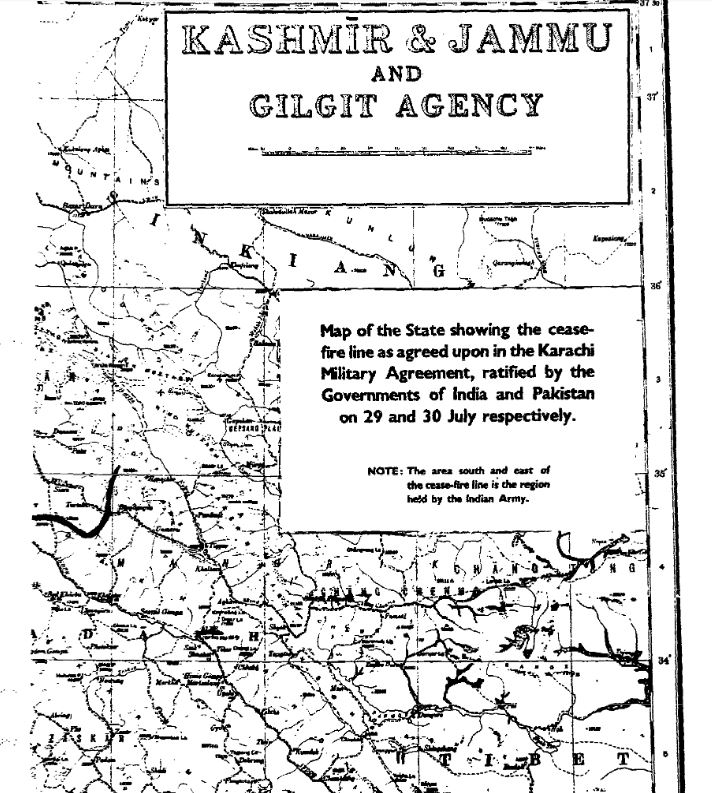
Mapa ONZ z zaznaczoną linią demarkacyjną aż do punktu NJ 9842

Porozumienie z Simli z 1972 r. wyznaczyło linię demarkacyną między wojskami obu krajów, która ciągnie się przez Kaszmir i Dżammu aż do punktu NJ9842 położonego około 70 km od granicy z Chinami. Pierwotnie odstąpiono od pomysłu demarkacji reszty granicy ze względu na niedostępność tamtych terenów i idącym za tym brakiem technicznej możliwości przeprowadzenia takiego pomiaru oraz ówczesnym brakiem wojsk obu krajów w tym regionie. 
Rząd Indii domyślnie uznał, że dalsza część granicy przebiega w kierunku północnym wzdłuż szczytów gór Saltoro (tak jak można było interpretować na podstawie poprzedniego porozumienia z Karaczi z 1949 r.), a rząd Pakistanu, że jest przedłużeniem linii demarkacynej, która w tej okolicy, aż do tego punktu przebiegała z zachodu na wschód, przez co oba państwa rościły sobie prawa do całości lodowca w granicach ich państw.

## Ekspedycje i walki
Pierwsze wojskowe ekspedycje rozpoznawcze przeprowadziły Indie w 1978 r., a analogiczne działania podjął Pakistan w 1982 r.
Dwa lata później, ze względu na informacje indyjskiego wywiadu o pakistańskich zakupach sprzętu arktycznego i przygotowywaniach do ustanowienia stałej bazy na lodowcu, wojsko indyjskie zajęło zachodnie przełęcze prowadzące na lodowiec, uniemożliwiając Pakistańczykom wejście na niego.
W kolejnych latach obie strony dążyły do budowy jak najwyżej położonych baz i posterunków dających przewagę artyleryjską (co ostatecznie udało się Indiom) oraz obsadziły je 10 tysiącami żołnierzy w szczytowym okresie. 
Ze względu na wieloletni impas i wysokie koszty prowadzenia tam działań (18 mln $ dziennie dla Pakistanu, 50 mln $ dziennie dla Indii), w 2003 r. podpisano zawieszenie broni.

## Warunki

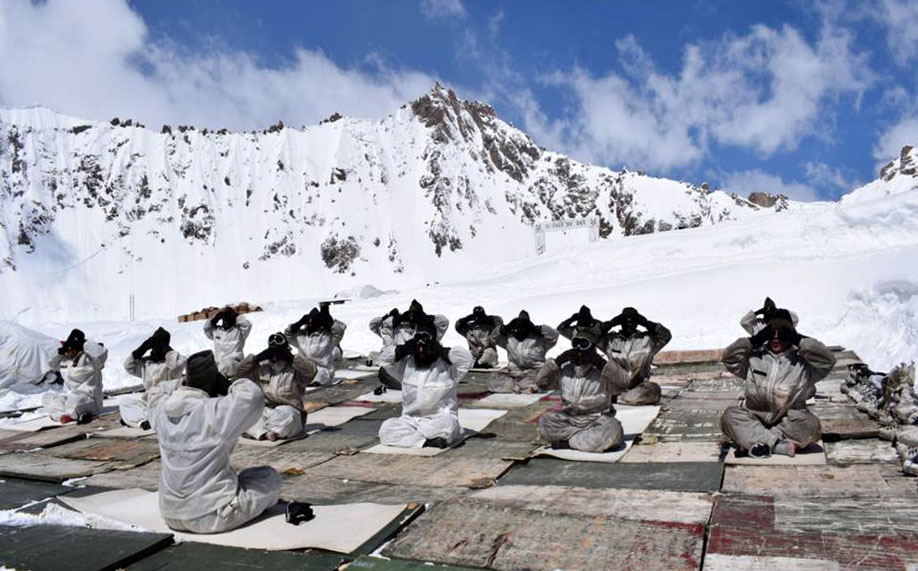
Żołnierze indyjscy uprawiający jogę podczas Dnia Jogi w 2017

Warunki klimatyczne panujące na lodowcu są ekstremalne – temperatura spada okresowo do −80 stopni Celsjusza, prędkość wiatru dochodzi o 160 km/h, a opady śniegu wynoszą około 10 m na rok. Efektem tego do 90% żołnierzy na tym odcinku ginęło w wyniku działań natury, a nie wojsk przeciwnika.
Skrajnie niska temperatura i znaczne rozrzedzenie powietrza ze względu na wysokość utrudniają swobodne dostarczanie zaopatrzenia i odbieranie śmieci drogą lotniczą, przez co były one wyrzucane przez żołnierzy do szczelin w topniejącym lodowcu. To oprowadziło do postępującego skażenia chemicznego i biologicznego ekosystemów w pobliżu lodowca.